# Serge Lama
Serge Chauvier (* 11. únor 1943 Bordeaux), známý jako Serge Lama, je francouzský zpěvák a textař. Jeho kariéra začala v roce 1964 a od konce 60. let je jedním z nejpopulárnějších francouzských zpěváků. Vydal dvacet tři studiových a devět koncertních alb a několik jeho písní se stalo klasikou francouzského šansonu.
Jeho nejznámější píseň „Je suis malade“ (1973, ve spolupráci s Alicí Donou) zprvu v jeho interpretaci nedosáhla úspěchu. Ten přišel, až když ji nazpívala Dalida (1973) a později řada dalších umělců včetně Lary Fabian. Česky ji nazpívala Marie Rottrová (1976) pod názvem „To mám tak ráda“ s textem Jiřiny Fikejzové. Mezi další známé hity patří „Les Ballons rouges“, „D'aventures en aventures“, „Les P'tites Femmes de Pigalle“ a „Femme, femme, femme“.
V roce 1971 reprezentoval Francii na Eurovision Song Contest s písní „Un jardin sur la terre“, která se umístila na 10. místě.

## Život

### Dětství a mládí
Serge Lama se narodil 11. února 1943 v Bordeaux, v departementu Gironde, jako jediný syn Georgese Chauviera (1920-1984), operetního zpěváka a laureáta první ceny konzervatoře v Bordeaux, a Georgetty Ponceaudové (1920-1985). Domácnost byla vyplněna lyrickými písněmi španělského tenoristy Luise Mariana. Prázdniny trávil u babičky v Dordogne, kde v roce 1950 pobýval v kuse půl roku, po kterém se přestěhoval za rodiči do Paříže, kde žili první tři roky skromně v hotelovém pokoji. Serge rád vyzvedával svého otce v Kapucínském divadle (Théâtre des Capucines, dnes muzeum parfémů firmy Fragonard) a poflakoval se v zákulisí. V roce 1954 napsal své první texty a písně, inspirované tvorbou Georgese Brassensa, Gilberta Bécauda, Édith Piaf a operetami. Jeden z otcových přátel, Marcel Gobineau, se stal jeho učitelem a přítelem. Serge mu později věnoval píseň „Mon ami, mon maître“.
Z finančních důvodů se Georges Chauvier vzdal kariéry zpěváka a stal se obchodním zástupcem pivovaru. Serge v té době navštěvoval lyceum ve Vanves, kde se o studium příliš nezajímal, ale s nadšením se přihlásil do školního divadelního souboru. Školu opustil bez diplomu a zapsal se do výtvarné školy.
Od roku 1960 do roku 1963 pracoval na různých brigádách, v bance a absolvoval vojenskou službu v Alžírsku, kde byl na základně Hammaguir uprostřed pouště přidělen na ústřednu. Osmnáct měsíců na vojně ve chvílích nečinnosti psal písňové texty. V prosinci 1963 se vrátil do Francie.

### Kariéra
V roce 1964 se Serge Lama setkal s pianistou Jackiem Bayardem, který zhudebnil jeho první texty.
Po velmi krátkém pobytu ve varietní studijní show La Petit Conservatoire de la chanson prošel několika konkurzy a v den, kdy mu bylo 21 let, byl přijat do kabaretu L’Ecluse. Tam se zamiloval do o osm let starší pianistky Liliane Benelli. Tady si ho také všimla producentka Renée Lebasová, díky níž nahrál svou první desku (EP), na níž se objevily písně À 15 ans, Ence temps-là, Le Bouffon du roi a C'tait ma femme.
V říjnu zpíval v koncertním sále Bobino na Montparnassu jako v předprogramu koncertu zpěvačky Barbary (Monique Serf) a Georgese Brassensa, kde si ho všiml impresário Charley Marouani. Následovaly jeho první kabarety a první vystoupení v televizi, v pořadu Discorama 11. října 1964.
V roce 1965 vyšlo druhé EP. V létě toho roku se vydal na turné s Marcelem Amontem.
Dne 12. srpna 1965 se stal obětí vážné dopravní nehody poblíž Aix-en-Provence. Peugeot 404, který řídil manažer jeho turné a bratr Enrica Maciase Jean-Claude Ghrenassia, narazil do stromu. Liliane Benelli, jeho snoubenka sedící vzadu, byla na místě mrtvá; řidič se neprobral z kómatu. Serge, mnohonásobně traumatizovaný, byl v ohrožení života. Rok ležel na lůžku a podstoupil kolem deseti operací. Marcel Amont varoval lékaře, že tracheostomizace by mu jako zpěvákovi zničila kariéru. Dne 7. prosince 1965 se konal koncert na jeho podporu v pařížské Olympii, kde zazpívali mj. Georges Brassens, Marcel Amont, Régine, Pierre Perret, Barbara, Enrico Macias, Jean-Jacques Debout a Sacha Distel. Barbara napsala píseň Une petite cantata jako poctu své přítelkyni a klavíristce Liliane Benelli. Serge Lama jí v roce 1966 věnoval píseň Sans toi, v roce 1968 D'aventures enaventures a v roce 1974 Tout blanche.
Stále paralyzovaný Serge Lama nahrál v únoru a červnu 1966 dva singly s titulní písní Sans toi na druhém z nich.
V květnu 1966 k němu Régine poslala mladého pianistu Yvese Gilberta. Toto setkání znamenalo začátek dlouhé a plodné spolupráce. Yves Gilbert se stal (později ve společnosti Alice Dony) zpěvákovým oficiálním skladatelem a doprovázel ho na pódiu na klavír.
V roce 1967 nahrál další EP s hitem Les Ballons rouge, které se postupem času stalo jednou z klasik jeho repertoáru. Po čtrnácti operacích během dvou let a dlouhé rehabilitaci se vrátil ke své profesi v pařížském kabaretu L'Écluse. V říjnu zpíval v Olympii před řeckou zpěvačkou Nanou Mouskouri.
Rok 1968 byl rokem jeho uměleckého znovuzrození. Serge Lama vyrazil na turné s Enricem Maciasem a nahrál album D'aventures en aventures. V říjnu vystoupil na pódiu Bobina před Georgesem Chelonem a zažil první větší úspěch. V prosinci se oženil s Daisy Brun, se kterou se setkal během rekonvalescence.
V roce 1969 vyšlo album Les Ballons rouge, kompilace písní vydaných v letech 1966 a 1967. S úspěchem se setkal také singl C'est toujours comme ça la première fois, kterého se prodalo více než 50 000 kopií. S písní Une île, na hudbu, kterou složil jeho přítel a pianista Yves Gilbert, získal Lama v roce 1969 Zlatou růži z Antibes (Rose d'or d'Antibes). V únoru 1970 vydal druhé původní album Et puis on s'aperçoit. Píseň Une île byla mezi 108 písněmi ve francouzském výběru pro Eurovision Song Contest 1969, ale porota nakonec vybrala píseň Un jour, un enfant v podání Fridy Boccara.
Od 24. února do 16. března 1970 vystupoval v Bobinu, poprvé jako hlavní hvězda programu. Během těchto let potkal Michèle Annie Potier, svou budoucí manželku, která již měla malého syna Nicolase.
V roce 1971 dosáhl Serge Lama druhého velkého úspěchu s písní Superman; singlu se prodalo 60 000 kopií. V březnu vyšlo album Superman, které obsahovalo píseň Un jardin sur la Terre, již zhudebnila Alice Dona. Lama byl vybrán porotou, aby s touto písní reprezentoval Francii na Eurovision Song Contest 1971 v Gaiety Theatre v irském Dublinu, kde se po průběžném 7. místě nakonec umístila na 10. místě z 18 soutěžících zemí. Séverine, která neprošla francouzským interním výběrem s písní Viens, vyhrála v tom roce Eurovizi za Monako s písní Un banc, un arbor, une rue.
V roce 1973 vydal Serge Lama LP Je suis malade. Deska s červeným obalem znamenala zlom v jeho kariéře a vynesla mu první zlatou desku. Kromě písně Je suis malade, napsané pro jeho manželku Michèle, k níž složila hudbu Alice Dona, a která se v interpretaci Dalidy v tom samém roce stala hitem, jsou na desce ještě populární písně Les Glycines, La chanteuse a vingt ans, L'Enfant d'un autre a Les P'tites Femmes de Pigalle. Serge se vydal na turné a 12. února se zúčastnil v Olympii koncertu Musicorama vysílaného živě na Europe 1, po kterém ho Bruno Coquatrix přiměl ještě téhož večera podepsat smlouvu na koncertní šňůru od 9. do 21. března.
Jeho páté studiové album s názvem Chez moi vyšlo v roce 1974 a mělo opět velký úspěch. Opět vystupoval v Olympii od 5. do 18. února. Živý koncert vyšel na dvojalbu Serge Lama à l'Olympia. V tom roce také obdržel francouzského hudebního Oscara za Les P'tites Femmes de Pigalle.
Album La Vie lilas vyšlo v listopadu 1975. V roce 1977 vydal album L'Enfant au piano a druhé album se živým koncertem v Palais des congrès. V té době odehrál více než 250 koncertů za rok.
V říjnu 1978 Lama nahrál a vydal své první dvojité studiové album Enfadolescence, obsahující jeden z největších hitů jeho kariéry Femme, femme, femme. Následující rok se vrátil do Palais des congrès na 70 galavečerů od ledna do dubna 1979, kde mu tleskalo 300 000 lidí (a ještě více pak v roce 1981). Nahrávky těchto koncertů byly publikovány na albu Palais des congrès 79. Téhož roku nahrál album Lama chante Brel, jehož zisky byly věnovány na výzkum rakoviny. V říjnu 1980 vyšlo jeho desáté studiové album Souvenirs... Attention... Danger!. V roce 1981 také nahrál album se svým otcem Lama père et fils, po kterém následovalo společné turné.
Serge Lama začíná psát hudební komedii věnovanou Napoleonu Bonapartovi. Dvojalbum J'assume tout Napoléon vyšlo v září 1982. Během speciálního večera ho představil v pořadu televizního moderátora Michela Druckera. Druhý díl napoleonské série Marie, la polonaise : Napoléon volume III byl vydán v říjnu 1984.
V únoru 1984 oslavil 20 let své kariéry na jevišti v sále Grand Rex v Paříži.
Muzikál Napoleon se hrál v Théâtre Marigny od 20. září 1984 do června 1986.
14. prosince 1984 se jeho rodiče stali obětí autonehody, kdy byli uprostřed noci sraženi vozidlem se zhasnutými světly. Jeho otec zemřel okamžitě, jeho matka o tři měsíce později.
Do nahrávacích studií se vrátil v roce 1986, kdy nahrál album Portraits de femmes a v roce 1987 Je t'aime, obě alba ale zůstala poněkud nepovšimnuta.
S Napoléonem cestoval po Francii a Quebecu. Milion diváků ho zhlédlo v hale Wilfrid-Pelletier na Place des Arts v Montréalu, kde se několik týdnů v roce 1988 hrála show pod názvem Napoléon-Lama. titulní role ztvárnili Patrice Dozier a Christine Delaroche. Záznam quebecké verze byl vysílán v televizi.
V dubnu 1992 vyšlo nové album Amald'âme, na kterém se Serge Lama vrací ke starým písním, k nimž přidává tři nevydané. V 90. letech zkouší i role v divadle, filmu a televizním seriálu.
V listopadu 1994 vyšlo album Lama, jeho první album produkované Warnerem.
V říjnu 1996 vyšlo 6. živé album L'Ami. V roce 1997 cestoval znovu v Quebecu a poté ve Francii. Ten rok vyšlo jeho dosavadní kompletní dílo pod názvem L'Âme à nu s dvanácti CD, včetně všech jeho studiových nahrávek. V listopadu 1998 vystoupil v Olympii za doprovodu symfonického orchestru a poté na turné. Z této show bylo vydáno sedmé živé album a DVD,
V roce 1999 se poprvé zúčastnil charitativního koncertu známých osobností Enfoirés (Hajzlové) na podporu potřebným. Znovu se koncertů zúčastní v roce 2000, 2002 a poté 2011.
Další album Feuille à Feuille vyšlo v listopadu 2001.
V roce 2003, ke svým šedesátým narozeninám a čtyřiceti letům kariéry, vystoupil na unikátním koncertě v Bercy před 12 000 diváky. Živá nahrávka One Day, One Life vyšla v dubnu. Serge Lama nahrál album duetů se zpěvačkami jako Lara Fabian, Lynda Lemay, Anggun a virtuální duet s Dalidou. Deska se jmenuje Pluri((elles)) a vyšla v listopadu.
V roce 2007 vydal sbírku erotických textů s názvem Sentiments Sex Solitude.
Jeho 18. původní album L'age d'horizons vyšlo 3. listopadu 2008.
Na začátku prosince 2012 bylo vydáno dvojité výroční album La Balade du Poète obsahující přearanžované staré písně, stejně jako tři nevydané skladby napsané v mládí a jednu píseň napsanou výslovně pro toto album.
Serge Lama oslavil své 70. narozeniny a 50 let kariéry na turné a v Olympii od 8. do 17. února 2013 a získal několik ocenění za celoživotní dílo. V roce 2014 vydal Flammarion texty všech jeho písní v knize Serge Lama, muž slova. V roce 2016 napsal společně s Francisem Cabrelem píseň Plus qu'ailleurs pro album Encore un soir Céline Dion.
Album Où sont passés nos rêves vyšlo 4. listopadu 2016, týden po smrti jeho manželky Michèle Potier, která zemřela 25. října 2016 ve věku 71 let na mrtvici.
Ke svým 75. narozeninám měl koncerty v Olympii v Paříži od 9. do 14. února 2018.
V říjnu 2020 napsal a nazpíval v duetu s Gillesem Dreu píseň L'alliance na jeho albu Le Comptoir des Amis.
Dne 19. ledna 2021 byl kvůli uzavření koncertních sálů v souvislosti s pandemií covidu-19 nucen zrušit své turné „Adieu chère province“, během kterého plánoval naposledy vystoupit po celé Francii.
V říjnu 2022 Serge Lama oznámil konec své kariéry s posledním albem s názvem Aimer.
5. února 2023 obdržel na Napoleonském festivalu čestnou Napoleonovu cenu od Davida Serera za mimořádný přínos francouzské kultuře svým muzikálem Napoleon. Po obřadu následoval rozhovor, ve kterém vylíčil vznik tohoto díla.
Dne 10. února 2023 obdržel během výročního ceremoniálu čestnou cenu Hudebního vítězství (Victoire de la Musique).

### Soukromý život
16. prosince 1968 se oženil s Daisy Brunovou v kostele sv. Hippolyta v Paříži.
17. června 1991 se oženil s Michèle Potierovou (1945-2016), svou dlouholetou partnerkou a matkou syna Frédérica, narozeného na Korsice, 23. září 1981 (když byl na turné v Kanadě). 25. října 2016 zemřela na mrtvici ve věku 71 let.
V únoru 2021, kdy oslavil své 78. narozeniny, se oženil se svou asistentkou, manažerkou a dlouholetou partnerkou, tehdy 44letou Luanou Santoninovou. Obřad se konal v soukromí na radnici 7. pařížského obvodu.

## Diskografie
Serge Lama vydal dvacet dva studiových a devět živých alb.
V médiích se objevuje několik různých čísel o prodejích zpěvákových desek, pohybující se mezi 12 miliony a téměř 25 miliony.

### Studiová alba
- 1968: D'aventures en aventures
- 1970: Et puis on s'aperçoit
- 1971: Superman
- 1973: Je suis malade
- 1974: Chez moi
- 1975: La vie lilas
- 1977: L'Enfant au piano
- 1978: Enfadolescence
- 1979: Lama chante Brel
- 1980: Souvenirs... Attention... Danger!
- 1981: Lama père et fils
- 1982: J'assume tout Napoléon
- 1984: Marie, la polonaise : Napoléon volume III
- 1986: Portraits de femmes
- 1987: Je t'aime
- 1992: Amald'âme
- 1994: Lama+360
- 1995: Serge Lama chante les autres
- 2001: Feuille à feuille
- 2003: Pluri((elles))
- 2008: L'Âge d'horizons
- 2012: La Balade du poète
- 2016: Où sont passés nos rêves
- 2022: Aimer

### Koncertní alba
- 1974: Serge Lama à l'Olympia
- 1977: Palais des congrès 77
- 1979: Palais des congrès 79
- 1981: Palais des congrès 81 - Avec simplicité
- 1988: En Concert
- 1996: Lama l'ami
- 1998: Symphonique (Olympia 1998)
- 2003: Un jour, une vie (Bercy 2003)
- 2005: Accordéonissi-mots (Théatre Marigny 2005)

### EP
- 1964: À 15 ans
- 1965: Ils viendront
- 1965: Quatre chansons d'Emil Stern et Serge Lama
- 1966: Sans toi
- 1967: Les roses de Saint-Germain
- 1967: Les Ballons rouges

### Kompilace
- 1969: Les Ballons rouges
- 1989: À la vie, à l'amour

### Spolupráce
- 1976: 33 tours Pathé-Marconi - EMI 2C066-97421 Alice Dona (spolupráce na písni L'antistar).
- 1999: Dernière Édition avant l'an 2000 (album des Enfoirés)
- 2000: Enfoirés en 2000 (id)
- 2002: Tous dans le même bateau (id)
- 2011: Dans l'œil des Enfoirés (id)
- 2011: album Bécaud, et maintenan
- 2013: album Une voix, une guitare - Jean-Félix Lalanne (Serge Lama zpívá Vingt ans od Léo Ferréa).

## Filmografie
- 1980: Takže... Šťastný? od Clauda Barroise
- 1994: Umístěn v policejní vazbě, televizní seriál (jedna sezóna, 26 epizod)
- 1999: La Courte Échelle s Alexandrem Brasseurem, Thierrym Poirierem, podle povídky Gédéona Picota (vysíláno na France 3).

## Divadlo
- 1991: La Facture od Françoise Dorin, režie Raymond Gérôme, Théâtre des Bouffes-Parisiens
- 1995: Toâ od Sachy Guitryho, režie Stéphane Hillel, Divadlo Édouarda VII.

## Ceny a ocenění
- 1968: Cena akademie Charles-Cros za album D'aventures enaventures
- 1969: Vyhrává soutěž Zlatá růže z Antibes s písní Une île
- 1974: Oscar za francouzskou píseň za Les P'tites Femmes de Pigalle
- 1985: Brigádní cena (s Yvesem Gilbertem, Hubertem Monloupem a Jacquesem Rosnym) za Napoléona, Théâtre Marigny
- 1987: Victoire de la Musique za Napoleona
- 2000: Rytíř Řádu čestné legie udělený prezidentem Francouzské republiky Jacquese Chiraca
- 2004: Komandér Řádu umění a literatury
- 2013: Velká medaile za francouzskou píseň udělená Francouzskou akademií
- 2013: Zvláštní cena od Sacem za celoživotní dílo
- 2013: Cena Nikose Gatsose
- 2023: Čestná cena festivalu Napoléon
- 2023: Čestná cena Victoire de la Musique